# DSV Limiting Factor
Limiting Factor — це екіпажний глибоководний апарат (DSV) виробництва Triton Submarines, який належить і експлуатується дослідницькою океанологічною організацією Inkfish Гейба Ньюелла. Наразі йому належать рекорди найглибших занурень з екіпажем у всіх п'яти океанах. Limiting Factor був побудований на замовлення Віктора Весково за $37 млн. Він має комерційний сертифікат DNV для занурень на повну глибину океану, управляється пілотом, а також має приміщення для спостерігача.
Судно використовувалося в експедиції «П'ять глибин», ставши першим підводним апаратом з екіпажем, який досяг найглибшої точки в усіх п'яти океанах. Понад 21 людина відвідала на DSV «Челленджер Діп», найглибшу ділянку на Землі.
Limiting Factor використовувався для ідентифікації уламків есмінців USS Johnston на глибині 6 469 м і USS Samuel B. Roberts на 6 865 м у Філіппінському жолобі, найглибших занурень на затонулі кораблі. Він також використовувався для занурень до французького підводного човна Minerve на глибину близько 2 350 м у Середземному морі, і побував на Титаніку.
В основі підводного апарату лежить сферичний титановий герметичний корпус для двох пасажирів, які сидять пліч-о-пліч, з трьома ширококутними акриловими оглядовими ілюмінаторами перед екіпажем, по одному перед кожним сидінням і по одному внизу та між ними. Якщо вважати носову частину судна стороною, на якій встановлені оглядові ілюмінатори, то судно ширше, ніж довше.
Судно оснащене маніпулятором на правому борту надводного корпусу, системою скидання баласту, а також групою з п'яти гребних гвинтів з фіксованим напрямком обертання, морськими рушіями по лівому і правому борту зовнішнього корпусу для просування і маневрування, як видно на фотографіях. Ці рушії забезпечують тривісний поступальний рух і двовісне (рискання і крен) обертання.
Судно має комерційний сертифікат DNV GL для необмежених операцій на всій глибині океану.
Limiting Factor зазвичай експлуатується зі спеціального допоміжного судна DSSV Pressure Drop (колишній USNS Indomitable), але також може експлуатуватися з інших суден, що мають відповідне обладнання.

## Технічні характеристики

### Експлуатаційні обмеження
Проектна максимальна робоча глибина занурення 11 000 м відповідає приблизно повній глибині океану. Випробувальний тиск 1400 бар забезпечує запас міцності. Судно сертифіковане DNV на попередню максимальну глибину занурення 10925 ±6,5 м на основі даних найглибшого занурення. Судно має комерційний дозвіл на багаторазові занурення на повну глибину океану.

### Основні розміри
Судно незвичайне тим, що може пересуватися за трьома основними осями, і на практиці здійснює велику кількість переміщень по вертикалі. Якщо для визначення носової частини використовувати напрямок, в якому люди дивляться на навколишнє середовище через ілюмінатори, то вона ширша, ніж довша. Як варіант, можна вважати, що носова частина є на обох кінцях довгої осі, залежно від напрямку руху в даний момент, як у проа. Довга горизонтальна вісь становить 4,6 м, тоді як коротка горизонтальна вісь — лише 1,9 м. Висота — 3,7 м.

#### Маси, ваги та об'єми
Маса = 12500 кг
Суха вага = 11 700 кг
Змінний баласт = до 500 кг водолазних баластів та 100 кг триммерних баластів
Вантажопідйомність = приблизно 220 кг
Судно управляється пілотом і має місце для спостерігача

#### Плавучість
Поверхневий баласт = 2150 літрів
Використовується синтаксична піна плавучості

#### Будова
Корпус являє собою сферу з титанового сплаву марки 23 (Ti-6Al-4V ELI) з внутрішнім діаметром 1500 мм і товщиною 90 мм, оброблену з точністю до 99,933 % від сферичної форми (для підвищення стійкості до прогинання). Конструкція сертифікована для багаторазових занурень на повну глибину океану. Гідродинамічний обтічник зовнішньої оболонки є неконструктивним і знімним для доступу до обладнання.

#### Характеристики
Витривалість = 96 годин + 106 годин на аварійних системах
Швидкість = від 1 до 2 вузлів по вертикалі, від 2 до 3 вузлів по горизонталі
Конфігурація форми корпусу була оптимізована для вертикального руху, оскільки більша частина часу в дорозі буде витрачена на підйом і спуск крізь товщу води

#### Потужність
Судно працює від подвійної батареї 24В та аварійного джерела живлення, яке можна скинути в екстрених випадках. Основна батарея зберігає 65 кВт-год

#### Рушій
На кораблі встановлено 4 горизонтальних рушії по 5,5 кВт (головні рушії), 4 вертикальних рушії по 5,5 кВт та 2 маневрових рушії по 5,5 кВт, які змонтовані у два кластери на протилежних кінцях довгої частини корабля. Кожна з них може бути скинута, якщо вони забрудняться на перешкоді, що дозволить судну вирватися на свободу в екстрених випадках

#### Маніпулятор
DSV оснащений одним 7-функціональним маніпулятором Kraft Telerobotics «Raptor» з гідравлічним приводом та зворотним зв'язком по правому борту корпусу.

### Ергономіка, безпека та життєзабезпечення
Огляд вперед і вниз через три надширококутні акрилові оглядові вікна не обмежений конструкціями або пристроями і освітлюється десятьма зовнішніми світлодіодними панелями потужністю 20 000 люмен кожна. Обмежене пряме поле огляду через порти доповнюється масивною системою з чотирьох камер, здатних працювати в умовах низької освітленості на всю глибину океану. Чотири камери високої чіткості також передбачені для запису місій.
Маневрування здійснюється за допомогою джойстика, сенсорного екрану та ручного керування.
У кабіні контролюється температура і вологість, а система життєзабезпечення використовує скрубери вуглекислого газу і поповнення кисню. Аварійне життєзабезпечення розраховане на 96 годин. Все планове технічне обслуговування може бути виконане за допомогою стандартних інструментів. Для акумуляторів передбачені системи аварійного скидання, щоб їх можна було скинути в разі небезпечного виходу з ладу, а для рушіїв і маніпулятора — на випадок, якщо вони зачепляться за перешкоду, яка може перешкодити судну спливти на поверхню

### Розгортання та відновлення
Спуск і підйом з перепаду тиску DSSV здійснюється за допомогою гідравлічного підйому (нахилу) А-образної рами над транцем. Судно зберігається на палубі в люльці

### Назва
Назви цих суден — це велика заслуга і чимала частка захоплення блискучою науково-фантастичною серією Ієна М. Бенкса. — Віктор Весково.
У романі Ієна М. Бенкса «Гравець в ігри» Обмежуючий фактор (демілітаризований) — це військовий корабель розумних істот, наданий головному герою Джернау Морату Гурге для транспортування в Імперію Азад для участі в турнірі з настільних ігор. Він номінально демілітаризований, але зберігає частину свого основного озброєння.